# NGC 7523
NGC 7523 est une vaste galaxie spirale relativement éloignée et située dans la constellation de Pégase. NGC 7523 a été découverte par l'astronome allemand Albert Marth en 1864. Sa vitesse par rapport au fond diffus cosmologique est de 11 567 ± 26 km/s, ce qui correspond à une distance de Hubble de 170,6 ± 12,0 Mpc (∼556 millions d'al).
NGC 7523 présente une large raie HI. Selon la base de données Simbad, NGC 7523 est une radiogalaxie.

## Un triplet de galaxies?

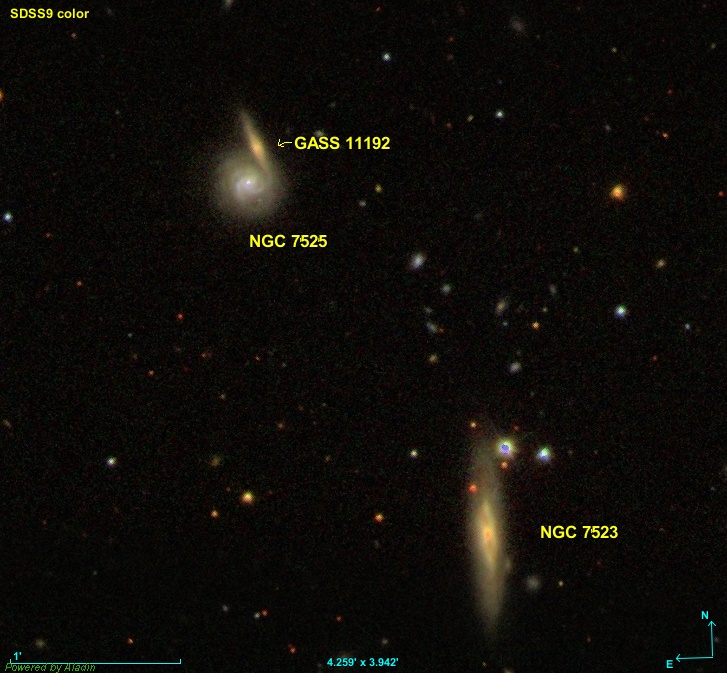
Un triplet de galaxies ?

Les galaxies NGC 7523, NGC 7525 et GASS 11192 sont situées dans la même région de la sphère céleste et, comme le montre le tableau ci-dessous, à l'intérieur des incertitudes, à la même distance de la Voie lactée.
| Nom        | α (J2000.0)      | δ (J2000.0)     | Vitesse radiale (km/s) | Distance (Mpc) | Diamètre (kal) |
| ---------- | ---------------- | --------------- | ---------------------- | -------------- | -------------- |
| NGC 7523   | 23h 13m 34.6926s | 13° 59′ 12.496″ | 11935 ± 4              | 170,61 ± 11,95 | 78,66          |
| NGC 7525   | 23h 13m 40.3620s | 14° 01′ 22.663″ | 12262 ± 60             | 175,43 ± 12,35 | ?              |
| GASS 11192 | 23h 13m 40.2768s | 14° 01′ 27.796″ | 11955 ± 4              | 170,90 ± 11,97 | 5,46           |

Ces trois galaxies forment peut-être un triplet de galaxies, mais aucune souce consultée ne le mentionne sauf le professeur Seligman.